# Усім хлопцям, яких я кохала раніше
«Усім хлопцям, яких я кохала раніше» (англ. To All the Boys I've Loved Before) — американська романтична комедія 2018 року, знята за однойменним романом Дженні Хан 2014 року.

## Сюжет
Сором'язлива старшокласниця Лара Джин Кові пише листи хлопцям, до яких відчуває сильну пристрасть, не відсилаючи їх, а ховаючи у своїй шафі. У ній зберігається п'ять листів. Останній з них — її другу дитинства Джошу, який зустрічався з її старшою сестрою Марго, поки остання не розлучилася з ним. Одного дня Лара виявляє, що хтось надіслав усі листи адресатам. Повідомив їй це біля школи колишній коханий Пітер Кавінський, який отримав листа, від чого вона знепритомніла. Отямившись, вона бачить, що до неї з листом наближається Джош, і в момент паніки Лара Джин цілує Пітера, щоб зупинити Джоша, перш ніж втекти. Лара уникає Джоша та Пітера, але останній з’являється в її улюбленій закусочній. Вона пояснює, що поцілунок був лише для того, щоб збентежити Джоша. Пітер пропонує їй вдавати закоханих, щоб ви́кликати ревнощі у своєї колишньої дівчини Джен та врятувати від скандалу Лару.

## У ролях
| Актор           | Роль             |
| --------------- | ---------------- |
| Лана Кондор     | Лара Джин Кові   |
| Ной Сентінео    | Пітер Кавинський |
| Джанель Перріш  | Марго            |
| Джон Корбетт    | доктор Кові      |
| Анна Кеткарт    | Кітті            |
| Ізраель Бруссар | Джош Сандерсон   |
| Ендрю Бечелор   | Грег             |
| Мадлен Артур    | Крістін          |
| Емілія Баранак  | Джен             |

## Критика
Фільм отримав схвальні відгуки. На Rotten Tomatoes фільм отримав оцінку 96% на основі 69 відгуків від критиків і 85% від більш ніж 2500 глядачів.

## Нагороди
- 2019 Кінонагорода MTV за найкращий фільм (номінація)
- 2019 Кінонагорода MTV за найкращий прорив року: Ной Сентінео (перемога)
- 2019 Кінонагорода MTV за найкращий поцілунок: Ной Сентінео / Лана Кондор (перемога)